# Сидорова, Вера Васильевна
Ве́ра Васи́льевна Си́дорова (в девичестве Лазукина; 15 августа 1934, с. Верхняя Тишанка (по другим данным — посёлок Таловая, Таловский район, Воронежская область) — 9 апреля 2025) — комсомольский, партийный и государственный деятель Казахской ССР, первый секретарь Тарановского и Кустанайского райкомов Компартии Казахстана, исполняла обязанности председателя Президиума Верховного Совета Казахской ССР (1988—1989). Герой Социалистического Труда (1976). Заслуженный агроном Казахской ССР (1970).

## Биография
Родилась 15 августа 1934 года в крестьянской семье в селе Верхняя Тишанка Таловского района Воронежской области. Её отец был признан кулаком и сослан на Дальний Восток.
Воспитывалась бабушкой. В 1941 году поступила в начальную школу родного села, но из-за войны прервала учёбу. В 1953 году получила среднее образование и в тот же год поступила в Казанский сельскохозяйственный институт, который окончила в 1958 году. Весной 1958 года отправилась по комсомольской путёвке на целину в Казахскую ССР. Была назначена агрономом первого отделения совхоза «Джамбульский» Кустанайской области. Активно участвовала в комсомольской деятельности. Была избрана первым секретарём Карасуского райкома ВЛКСМ (1959—1961) и первым секретарём Кустанайского обкома ВЛКСМ (1961—1964). В 1965 году избрана первым секретарём Тарановского райкома Компартии Казахстана и позднее — первым секретарём Кустанайского райкома КП Казахстана.
В 1976 году удостоена звания Героя Социалистического Труда «за выдающиеся успехи, достигнутые во Всесоюзном социалистическом соревновании, проявленную трудовую доблесть в выполнении планов и социалистических обязательств по увеличению производства и продажи государству зерна и других сельскохозяйственных продуктов».
Во время поездки в США, в штат Оклахома в составе делегации Комитет советских женщин познакомилась с норвежской журналисткой Эвой Эриксон, которая внесла её в книгу о выдающихся женщинах планеты.
В 1985 году избрана вторым секретарём Уральского (ныне Западно-Казахстанская область) обкома КПСС.
Избиралась делегатом XIII, XIV и XV съездов Компартии Казахской ССР, депутатом Верховного Совета Казахской ССР, заместителем председателя Президиума Верховного Совета Казахской ССР (1987—1990). С декабря 1988 по 10 марта 1989 года исполняла обязанности председателя Президиума Верховного Совета Казахской ССР.
После выхода на пенсию проживала в городе Алма-Ате. Умерла 9 апреля 2025 года в возрасте 90 лет. Президент Казахстана выразил соболезнования в связи с её смертью.

## Награды
- Герой Социалистического Труда — указом Президиума Верховного Совета СССР от 24 декабря 1976 года
- Заслуженный агроном Казахской ССР — указом Президиума Верховного Совета Казахской ССР от 6 ноября 1970 года
- Орден Ленина — дважды (1972, 1976)
- Орден Трудового Красного Знамени — трижды (1967, 1971, 1980)
- Орден «Курмет» — в 2015 году.
- Медаль «За освоение целинных земель»
- Медаль «В ознаменование 100-летия со дня рождения Владимира Ильича Ленина»
- Медаль «Ветеран труда»
- Золотая медаль ВДНХ
- Медаль «50 лет Целине»
- Медаль Жукова
- Медаль «10 лет Парламенту Республики Казахстан»
- Медаль «10 лет Конституции Республики Казахстан»
- Медаль «10 лет Астане»
- Медаль «20 лет независимости Республики Казахстан»
- Медаль «20 лет Конституции Республики Казахстан»
- Медаль «65 лет Победы в Великой Отечественной войне 1941-1945 гг.»
- Почётная медаль Правления Советского фонда мира
- Почётный гражданин города Алма-Аты (2016)[6]
- Почётный гражданин Костанайского района (2014)